# Minh Sư Đạo
Giáo hội Phật Đường Nam Tông Minh Sư đạo (gọi tắt là Minh Sư đạo) là một giáo hội tôn giáo có giáo lý dựa trên Phật giáo Thiền Tông, Đạo giáo và Nho giáo tại Việt Nam và là nhánh chính trong năm nhánh của Ngũ chi Minh đạo. Phương châm tu của đạo là "Phổ độ chúng sinh - Chân tu giải thoát".
Giáo hội đã được công nhận tổ chức giáo hội từ năm 1920 và hiện có hệ thống tổ chức từ Trung ương tới cơ sở với hơn 300 chức sắc, 1262 chức việc, trên 11224 tu sĩ, tín đồ và gần 100 chùa hoạt động tại 18 tỉnh, thành phố. Chính quyền Việt Nam đã cấp đăng ký hoạt động tôn giáo cho giáo hội từ ngày 17 tháng 8 năm 2007 và công nhận hoạt động ngày 1 tháng 10 năm 2008.

## Lịch sử
Minh Sư Đạo tự nhận là mình có nguồn gốc từ môn phái Phật Đường của Phật giáo Thiền tông tại Trung Quốc, mặc dù trong Lịch sử Thiền Tông Trung Quốc không có chi phái chính thống nào tên là Phật Đường và các giáo lý, quan điểm mà Minh Sư Đạo truyền bá không phải là Thiền Tông hay Phật Giáo Chính Thống, mà pha trộn giữa các tôn giáo ở Trung Quốc. Đến cuối nhà Minh, vào năm Thiên Khải thứ 3 (1623) môn phái Phật Đường tiếp tục được chấn hưng nhờ công của Hoàng Đức Huy. Tuy nhiên, nó chỉ hưng thịnh một thời gian ngắn rồi suy tàn khi người Mãn Châu diệt nhà Minh thành lập nhà Thanh.
Những năm đầu triều Thanh, đạo Minh Sư hình thành mượn tư tưởng của Phật Đường. Minh Sư Đạo bộc lộ tư tưởng Phản Thanh Phục Minh, nhưng vẫn giải thích rằng Minh Sư là người thầy sáng suốt. Triều đình nhà Thanh do đó đã nhiều lần đàn áp khiến một bộ phận tín đồ theo dòng người Hoa ra hải ngoại trong đó có Việt Nam
Cuối thế kỷ 19, Kim Tổ Sư - Lâm Y Bí (truyền thừa thứ 16) đã phân công cho Trưởng lão Đông Sơ Trương Đạo Dương sang Việt Nam năm 1863 . Vị này đã lập tại Cầu Kho (Chợ Lớn) một Phật Đường gọi là Chiếu Minh Phật Đường. Sau đó trở về Trung Quốc rồi lại sang Thái Lan truyền đạo. Sau này khi 3 tỉnh miền Đông bị Pháp chiếm, ông có ghé qua Hà Tiên lập 1 ngôi Phật Đường nữa có tên là Quảng Tế Phật Đường.
Sau khi lập Quảng Tế Phật Đường, số bổn đạo Minh Sư phát triển ngày càng đông. Những ngôi chùa Minh Sư đầu tiên được xây dựng chủ yếu thu hút tín đồ trong cộng đồng người Hoa. Tuy nhiên tư tưởng cứu thế theo tinh thần Tam giáo và có những hình thức sinh hoạt tôn giáo gần gũi với người Việt Nam. khẩu hiệu Phục Minh bài Thanh sau đó cũng đã được đổi thành Phục Nam bài Pháp tại Việt Nam, nên trong thời gian ngắn Minh Sư đã có ảnh hưởng tới cộng đồng người Việt ở Nam Bộ. Cơ cấu tổ chức của giáo hội được hình thành từ năm 1962 
Trong quá trình hình thành và phát triển ở Việt Nam, đạo Minh Sư đã góp phần phục vụ dân tộc, xây dựng hòa bình và có nhiều hoạt động gắn bó với xã hội trên tinh thần "nước có vinh thì đạo mới sáng"  Trong hai cuộc chiến tranh, nhiều Phật Đường của Minh Sư là cơ sở cách mạng, làm liên lạc, nuôi giấu cán bộ của Mặt trận Dân tộc Giải phóng miền Nam Việt Nam. Tiêu biểu là Thái Lão sư Nguyễn Đạo Cơ (Nguyễn Giác Nguyên) trụ trì Nam Nhã Phật Đường đã được tặng Bằng khen của Chủ tịch Hội đồng Bộ trưởng Phạm Văn Đồng, Nam Nhã Phật Đường cũng đã được công nhận là di tích lịch sử - văn hóa Quốc gia.

## Giáo lý cơ bản
Tư tưởng Minh Sư Đạo có nguồn gốc từ phái Phật Đường, theo tinh thần Tam giáo: thờ Phật nhưng mục đích hướng đến là tu Tiên và sinh hoạt theo tư tưởng Nho Giáo. Giáo lý có hai phần: phần đốn giáo với chủ trương phổ độ chúng sinh, phần tiệm giáo đề cao thuyết Di Lặc, tạo niềm tin, sự chờ đợi về một đấng cứu thế.
Minh Sư đạo chia thế giới thành ba cõi: Hạ giới là cõi âm phủ, Trung giới là thế giới loài người, Thượng giới là cõi trời. Ngọc Hoàng Thượng đế là vị ngự trị ở cõi trời, nhưng quyền năng chưởng quản hai thế giới còn lại. Còn chư Phật và các vị Bồ Tát ở cõi Tây Phương, các vị Thần Tiên ở cõi Bồng Lai.
Giáo lý mang tính căn bản nhất là chia thời gian thành ba kỳ tức Tam nguyên; Thượng nguyên tức giai đoạn đầu có 12 Hội, Trung nguyên là giai đoạn giữa có 12 Hội, Hạ nguyên là giai đoạn cuối có 12 Hội; mỗi Hội thời gian là 10.800 năm. Thượng nguyên là lúc Diêu Trì Kim Mẫu bắt đầu tạo lập trời đất; lúc bấy giờ có 96 ức Linh căn xuống trần, đến nay đã trải qua đời Thượng nguyên, Trung nguyên và sắp hết đời Hạ nguyên mà chỉ có 4 ức Linh căn trở về với mẹ. Như vậy còn 92 ức Linh căn, số lượng quá nhiều, đang chìm trong biển trầm luân, đời mạt kiếp sắp tới, Bồ Tát Di Lặc sẽ xuống trần lập Hội Long Hoa, tế độ tất cả các Linh căn đó.
Chùa Minh Sư có hai chữ Phật Đường sau tên chùa, thờ Diêu Trì Kim Mẫu, Ngọc Hoàng Thượng đế, Tam giáo Thánh nhân (Đức Thích Ca Mâu Ni Phật, Đức Khổng Tử Chí Thánh, Đức Thái Thượng Đạo Tổ) và chư Phật Thánh Tiên; trước điện thờ có treo vòng Vô Cực Huyền Đăng (vòng tròn bằng đồng, chính giữa là ngọn đèn dầu được thắp sáng liên tục), phía dưới là bình tịnh thủy. Tôn chỉ, mục đích là tự tu, tự độ, tự tha thuần túy tu hành, tu giải thoát, nhằm hiệp nhất tinh hoa của ba nền tôn giáo lớn Nho - Thích - Đạo để tìm lại cội gốc là Đạo (qui nguyên Tam giáo).

## Giáo luật
Minh Sư đạo chia ra hai thành phần trong Giáo hội:
- Thành phần giáo phẩm (xuất gia tu Phật, trường trai cấm giới) gồm Thiên ân, Chứng ân, Dẫn ân, Bảo ân, Đảnh hàng, Bổ thiệt, Thập địa, Thái Lão sư đã được Giáo hội tấn phong.
- Thành phần đại chúng (tại gia tu Phật) gồm có thiện nam, tín nữ trọn đời vì đạo cầu sám hối, nhất bộ, nhị bộ, tam bộ được gọi là tu sỹ, những nam nữ cầu qui y hộ đạo, chưa được thọ giới luật của hàng tu sỹ gọi chung là tín đồ.

Cấp tu trong Minh Sư đạo gồm ba bậc:
- Bậc Thượng thừa: Thái Lão sư, Thập Địa Lão sư, Bổ Thiệt Lão sư, Đảnh hàng Lão sư
- Bậc Trung thừa: Bảo ân, Dẫn ân, Chứng ân, Thiên ân.
- Bậc Hạ thừa: Tam bộ, Nhị bộ, Nhất bộ, Sám hối (ăn chay trường, giữ giới đạo), Quy y Hộ đạo (ăn chay theo kỳ).

Nữ phái chỉ được cầu đạo trong phạm vi hai bậc là Hạ thừa và Trung thừa (phẩm cao nhất là Bảo ân). Nữ phái ở phẩm Thiên ân, Chứng ân, Dẫn ân được gọi bằng Sư Cô; phẩm Bảo ân được gọi bằng Sư Thái.Giáo hội quy định người tu phải ăn chay trường, giữ giới luật Đạo pháp và trải qua các khóa sơ thừa của bậc Sám hối. Kinh sách tu học bao gồm: kinh Thiên Ngươn, Cảm ứng Thiên kinh, Liên Hoa Bửu Sám kinh, kinh Cứu Khổ, kinh Bắc Đẩu, kinh Thiện Môn Nhật Dụng, Ngọc Hoàng kinh, Địa Mẫu kinh, Minh Thánh kinh, Thanh Tịnh kinh, Khổng Tử Tâm kinh, kinh Di Đà, kinh Hồng Danh, kinh Phổ Môn, kinh Địa Tạng, Ba La Mật kinh, …

### Nghi lễ
Hàng ngày tại các Phật Đường có cúng tứ thời: 5 giờ (sáng), 11 giờ (trưa), 17giờ (chiều), 23 giờ (tối). Hàng tháng thì cúng Sóc, Vọng, và hàng năm có các ngày lễ: mùng 9 tháng giêng âm lịch, Tết Nguyên Tiêu, rằm tháng 2 âm lịch (vía Thái Thượng Đạo Tổ), 19 tháng 2 âm lịch, 8 tháng 4 âm lịch (vía Thích Ca Văn Phật), 30 tháng 4 âm lịch (kỷ niệm thành đạo Tổ Sư Vương Đạo Thâm), ngày 18 tháng 10 âm lịch (vía Địa Mẫu Nguyên Quân), ngày 4 tháng 11 âm lịch (vía Khổng Tử Chí Thánh)... Lễ phẩm chỉ dùng đồ chay, hương đăng hoa quả phẩm, cơm nước, nghiêm cấm dùng rượu, các sản phẩm có nguồn gốc động vật, không dùng ngũ vị như hành, hẹ, nén, kiệu… 

## Hệ thống tổ chức
Hệ thống tổ chức hành chính Giáo hội Phật Đường Nam Tông Minh Sư đạo gồm:
- Cấp Trung ương gốm có Hội đồng Trưởng lão và Ban Trị sự Trung ương Giáo hội. Hội đồng Trưởng lão là cơ quan tối cao của giáo hội, gồm 10 vị Lão sư được Đại hội Đại biểu Minh Sư toàn đạo suy tôn và tại vị suốt đời, có nhiệm vụ chăm lo về Đạo pháp. Ban Trị sự Trung ương Giáo hội gồm 15 - 19 hội viên từ phẩm Thiên ân trở lên, có nhiệm kỳ 5 năm. Nhiệm vụ lãnh đạo, thay mặt cho giáo hội chịu trách nhiệm pháp lý trước Nhà nước, trực tiếp quản lý, điều hành các hoạt động của giáo hội.
- Cấp địa phương: Ban Trị sự (Ban Nghi lễ) Phật Đường gồm 3 - 5 vị, nhiệm kỳ 5 năm; có nhiệm vụ giúp vị Trụ trì điều hành các hoạt động của Phật Đường.[2]

Hiện nay, Minh Sư đạo có 53 Phật Đường hoạt động ở 18 tỉnh, thành phố (Thành phố Hồ Chí Minh, Hà Nội, Ninh Bình, Đà Nẵng, Quảng Nam, Bình Định, Phú Yên, Khánh Hòa, Lâm Đồng, Bà Rịa-Vũng Tàu, Tiền Giang, Hậu Giang, Cần Thơ, Bến Tre, Kiên Giang, Đồng Tháp, Vĩnh Long và Long An) với 300 chức sắc, 1.262 chức việc và trên 11.224 tu sĩ, tín đồ. Tổ đình của Minh Sư đạo đặt tại Quang Nam Phật Đường, số 17 Trần Quang Khải, phường Tân Định, quận 1, Thành phố Hồ Chí Minh.
Căn cứ theo Quyết định về việc công nhận tổ chức tôn giáo số 196/ QĐ-TCCP của Ban Tôn Giáo Chính phủ, người đứng đầu của đạo là Đại Trưởng Lão Trần Đạo Như (thế danh Trần Tích Định). Đại Trưởng Lão là chức sắc cao nhất trong hệ thống các chức sắc của Giáo hội Phật đường Nam Tông Minh Sư đạo. Đại Trưởng Lão Trần Đạo Như hiện là trụ trì của Tổ đình Quang Nam Phật Đường.